# Thomas Ungewitter
Thomas Ungewitter, född 8 april 1944 i Hedvig Eleonora församling i Stockholm, död 3 maj 2007 i Helsingborgs Gustav Adolfs församling, var en svensk skådespelare.

## Biografi
Ungewitter föddes i Stockholm och växte upp på Östermalm, men familjenamnet är tyskt 1600-tal. Hans morfars syster var Matilda Jungstedt, sekelskiftesprimadonna på Operan. Efter realexamen valde han teaterbanan.
Mellan 1962 och 1964 gick han på Calle Flygare Teaterskola i samma årskull som Lis Nilheim, Lars-Erik Berenett och Gunilla Åkesson.
Under utbildningen anställdes han vid Dramaten och frilansade på flera olika Stockholmsteatrar under 1960-talet bl.a. en revysäsong hos Kar de Mumma på Folkan.
Ungewittwer debuterade på TV-teatern 1965 i Harold Pinters En kopp te med Catrin Westerlund, Heinz Hopf, Sigge Fürst och Gunnel Broström.
1971 gjorde hon Goddard i Jack Popplewells komedi Skulle det dyka upp flera lik är det bara å ringa! på Lilla teatern i Stockholm, med Agneta Prytz, Fylgia Zadig och Brita Billsten med flera.
Mellan 1972 och 1984 var han anställd vid Malmö stadsteater, sedan 1984 vid Helsingborgs stadsteater. 1968 spelade han för första gången mot Nils Poppe i farsen Charleys Tant på Fredriksdalsteatern i Helsingborg. Ungewitter tillhörde sedan Poppes ensemble under 14 säsonger; på senare år medverkade han även i flera av Eva Rydbergs lustspel på Fredriksdal.
Thomas Ungewitter omkom i en trafikolycka när han under en cykeltur kraschade in i en öppnad bildörr. Han är begravd på Pålsjö kyrkogård.

## Filmografi
- 1965 – En kopp te
- 1965 – Pang i bygget
- 1966 – Syskonbädd 1782
- 1968 – Jag – en oskuld
- 1968 – Kvinnolek
- 1968 – ...som havets nakna vind
- 1969 – Eva - den utstötta
- 1979 – Repmånad
- 1983 – Blomman från Hawaii
- 1984 – Två man om en änka
- 1985 – Lilla helgonet
- 1986 – Skånska mord – Hurvamorden
- 1987 – Vita hästen
- 1988 – Ta mej! Jag är din!
- 1991 – Två man om en änka
- 1991 – Ålder okänd
- 1993 – Spanska flugan
- 1993 – Macklean (TV-serie)
- 1994 – Bröderna Östermans huskors
- 1994 – Frihetens skugga (TV-serie)
- 1994 – Mördare utan ansikte – Bankkamrern
- 1997 – Spring för livet
- 1998 – Taxa (gästskådespelare)
- 2000 – Labyrinten
- 2000 – Inte bara mördare
- 2001 – Fyra kvinnor
- 2002 – Den femte kvinnan
- 2004 – Anders och Måns
- 2007 – Hata Göteborg
- 2008 – Morgan Pålsson – Världsreporter

## Teater

### Roller
| År   | Roll                                                                     | Produktion | Regi                | Teater                   |
| ---- | ------------------------------------------------------------------------ | --- | ------------------- | ------------------------ |
| 1966 | Victor                                                                   | Fruar på vift (Le dindon) Georges Feydeau | Etienne Glaser      | Stockholms stadsteater   |
| 1966 |                                                                          | Sommar (L'Été) Romain Weingarten | Kaj Ahnhem          | Marsyasteatern           |
| 1968 |                                                                          | Charleys tant (Charley's Aunt) Brandon Thomas | Leif Amble-Næss     | Fredriksdalsteatern      |
| 1969 |                                                                          | Den glade soldaten Bom Carro Bergkvist | Albert Gaubier      | Fredriksdalsteatern      |
| 1970 |                                                                          | Lorden från gränden (Me and My Girl) L. Arthur Rose och Noel Gay                                                                                  | Martin Söderhjelm   | Fredriksdalsteatern      |
| 1971 | Goddard                                                                  | Skulle det dyka upp fler lik är det bara å ringa (Busybody) Jack Popplewell                                                                       | Stig Ossian Ericson | Lilla teatern            |
| 1971 | Sigismund Sülzheimer                                                     | Vita Hästen (Im weißen Rößl) Ralph Benatzky, Erik Charell och Hans Müller-Einigen                                                                 | Albert Gaubier      | Fredriksdalsteatern      |
| 1972 |                                                                          | Pengar Nils Poppe, Arne Wahlberg och Nils Hansén                                                                                                  | Martin Söderhjelm   | Fredriksdalsteatern      |
| 1981 |                                                                          | Cirkus! Cirkus! - Historien om en clown (August, August, August) Pavel Kohout                                                                     | Torsten Sjöholm     | Malmö stadsteater        |
| 1981 |                                                                          | Blodsbröllop (Bodas de Sangre) Federico García Lorca                                                                                              | Eva Sköld           | Malmö stadsteater        |
| 1981 | Rättare Fabian Månsson                                                   | Sten Stensson Stéen går igen Carro Bergkvist och Arne Wahlberg                                                                                    | Egon Larsson        | Fredriksdalsteatern      |
| 1982 |                                                                          | Blomman från Hawaii (Die Blume von Hawaii) Paul Abraham, Alfred Grünwald, Fritz Löhner-Beda och Imre Földes                                       | Gösta Folke         | Fredriksdalsteatern      |
| 1984 | Lloyd Dallas                                                             | Kaos på teatern (Noises Off) Michael Frayn | Palle Granditsky    | Helsingborgs stadsteater |
| 1984 | Postmästaren                                                             | Brevbäraren från Arles (Postbudet fra Arles) Ernst Bruun Olsen                                                                                    | Lars Svenson        | Helsingborgs stadsteater |
| 1985 | Petter Berg                                                              | Panik i Rölleby Anna Bondestam | Bengt Ahlfors       | Helsingborgs stadsteater |
| 1985 | Medverkande                                                              | Paris? Staffan Olzon | Staffan Olzon       | Helsingborgs stadsteater |
| 1985 | Bartolo                                                                  | Figaros bröllop (La Folle Journée, ou Le Mariage de Figaro) Pierre de Beaumarchais                                                                | Hans Polster        | Helsingborgs stadsteater |
| 1985 | Nino Turist                                                              | Momo eller kampen om tiden (Momo) Michael Ende | Bent Hesselman      | Helsingborgs stadsteater |
| 1986 | Zimmerman                                                                | Frihet i Bremen (Bremer Freiheit) Rainer Werner Fassbinder                                                                                        | Christian Zell      | Helsingborgs stadsteater |
| 1986 | Baron von Wiesenburg                                                     | De båda sömngångarna eller Det nödvändiga och det överflödiga (Die beiden Nachtwandlern, oder das Notwendige und das Überflüssige) Johann Nestroy | Hans Polster        | Helsingborgs stadsteater |
| 1987 | Yonah                                                                    | Tystnad Tagning! (הפלשתינאית, Ha-Palestinait) Joshua Sobol                                                                                        | Gunilla Berg        | Helsingborgs stadsteater |
| 1987 | Sysoj                                                                    | Konkursen (Банкрот, Bankrut) Aleksandr Ostrovskij                                                                                                 | Palle Granditsky    | Helsingborgs stadsteater |
| 1988 | Kriminalkommissarien                                                     | Straffmyndig (Strafmündig) Gert Heidenreich | Hans Polster        | Helsingborgs stadsteater |
| 1988 | Owen                                                                     | Panget (The Foreigner) Larry Shue | Lars Svenson        | Helsingborgs stadsteater |
| 1988 | Cornwall                                                                 | Kung Lear (King Lear) William Shakespeare | Anita Blom          | Helsingborgs stadsteater |
| 1989 | Jack McCracken                                                           | En familjeaffär (A Small Family Business) Alan Ayckbourn                                                                                          | Herman Ahlsell      | Helsingborgs stadsteater |
| 1989 | Lord Wynnforth Radiomannen En Fru Larson Polis Arbetaren Fotbollsspelare | Melodien som kom bort (Melodien, der blev væk) Kjeld Abell, Sven Mölle Kristensen, Bernhard Christensen och Herman Koppel                         | Karin Parrot-Jonzon | Helsingborgs stadsteater |
| 1990 |                                                                          | Viola och hennes gubbar eller 4xZ | Lars Svenson        | Helsingborgs stadsteater |
| 1990 | Edgar von Knott                                                          | Två man om en änka (Der Regimentspapa) Rickard Kessler och Heinrich Stobitzer                                                                     | Claes Sylwander     | Fredriksdalsteatern      |
| 1990 | Ludwig Fricadel                                                          | Vår fantastiska pappa (Le voyage de Monsieur Perrichon) Eugène Labiche                                                                            | Gordon Marsh        | Helsingborgs stadsteater |
| 1991 | Pastor Carlsson                                                          | Maratondansen (They shoot horses, don't they?) Horace McCoy                                                                                       | Tom Lagerborg       | Helsingborgs stadsteater |
| 1991 | Manolo                                                                   | Omaka par (The Odd Couple) Neil Simon | Arne Strömgren      | Helsingborgs stadsteater |
| 1991 | Skalman                                                                  | Bamse - världens starkaste björn Rune Andréasson                                                                                                  | Lars Svenson        | Helsingborgs stadsteater |
| 1992 | Docent Carl Thomén                                                       | Maries barn Bengt Ahlfors och Johan Bargum | Jan Nielsen         | Helsingborgs stadsteater |
| 1993 | Karl Österman                                                            | Bröderna Östermans huskors Oscar Wennersten | Hans Bergström      | Fredriksdalsteatern      |
| 1994 | Hooper                                                                   | Aldrig i livet (Dummy Run) Dave Freeman | Arne Strömgren      | Helsingborgs stadsteater |
| 1994 |                                                                          | Den tappre soldaten Bom Åke Cato och Mikael Neumann                                                                                               | Hans Bergström      | Fredriksdalsteatern      |
| 1994 |                                                                          | De sista (Последние, Posledniye) Maksim Gorkij | Ronnie Hallgren     | Helsingborgs stadsteater |
| 1995 | Bernard                                                                  | Som man bäddar (Pyjama Pour Six) Marc Camoletti                                                                                                   | Jan Nielsen         | Helsingborgs stadsteater |
| 1995 | Comandadoren                                                             | Gruffet i Chiozza (Le baruffe chiozzotte) Carlo Goldoni                                                                                           | Jörgen Düberg       | Helsingborgs stadsteater |
| 1995 | Harvey                                                                   | En fröjdefull jul (Season's Greetings) Alan Ayckbourn                                                                                             | Marianne Rolf       | Helsingborgs stadsteater |
| 1996 | Esteban                                                                  | Spindelkvinnans kyss (Kiss of the Spider Woman) John Kander, Fred Ebb och Terrence McNally                                                        | Ronny Danielsson    | Helsingborgs stadsteater |
| 1996 |                                                                          | Upp till camping Åke Cato och Mikael Neumann | Hans Bergström      | Fredriksdalsteatern      |
| 1996 | Hammarstrand                                                             | Galoschkungen Sigvard Olsson | Göran Stangertz     | Helsingborgs stadsteater |
| 1996 | Karl Gerhard                                                             | Katt bland hermelinerna Lars Svenson | Lars Svenson        | Helsingborgs stadsteater |
| 1997 | Montague                                                                 | Romeo och Julia (The Tragedy of Romeo and Juliet) William Shakespeare                                                                             | Thomas Müller       | Helsingborgs stadsteater |
| 1998 | Philip                                                                   | Lustgården (Liebhaverne) Nikoline Werdelin(da) | Kim Bjarke          | Helsingborgs stadsteater |
| 1998 | K G Brunell                                                              | Herrar Janne Ericson | Jan Modin           | Helsingborgs stadsteater |
| 1999 | Överste Rutger Gyllenkrook                                               | Fars lilla tös (Hurra, ein Junge) Franz Arnold och Ernst Bach                                                                                     | Jan Hertz           | Fredriksdalsteatern      |
| 2000 | Skotsk läkare m fl                                                       | Macbeth William Shakespeare | Ulla Gottlieb(da)   | Helsingborgs stadsteater |
| 2000 | Victor Sjögren                                                           | Kode Bengt Ohlsson | Lars Svenson        | Helsingborgs stadsteater |
| 2001 | Gottfried van Swieten                                                    | Amadeus Peter Shaffer | Göran Stangertz     | Helsingborgs stadsteater |
| 2001 | Doktor Lungholm                                                          | Kärlek och lavemang (Le Malade imaginaire) Molière                                                                                                | Hans Bergström      | Fredriksdalsteatern      |
| 2002 | Ezra Mannon                                                              | Klaga månde Elektra (Mourning Becomes Electra) Eugene O'Neill                                                                                     | Göran Stangertz     | Helsingborgs stadsteater |
| 2002 | Konstapel Barck                                                          | En julsaga (A Christmas Carol in Prose) Charles Dickens                                                                                           | Fransesca Quartey   | Helsingborgs stadsteater |
| 2003 | Farbror Ben                                                              | En handelsresandes död (Death of a Salesman) Arthur Miller                                                                                        | Göran Stangertz     | Helsingborgs stadsteater |
| 2004 | Medverkande                                                              | Land du välsignade Kent Andersson och Anders Wällhed                                                                                              | Anders Wällhed      | Helsingborgs stadsteater |
| 2004 | Ferapont                                                                 | 3 systrar (Три сeстры, Tri sestry) Anton Tjechov                                                                                                  | Christian Tomner    | Helsingborgs stadsteater |
| 2004 | Kungen                                                                   | Askungen, en saga för vår tid Gunilla Boëthius | Anette Norberg      | Helsingborgs stadsteater |
| 2006 | Clown                                                                    | Cabaret John Kander, Fred Ebb och Joe Masteroff                                                                                                   | Christian Tomner    | Helsingborgs stadsteater |
| 2006 | Skolsystern                                                              | Lavv Stefan Lindberg | Aslak Moe           | Helsingborgs stadsteater |
| 2007 | Tobias Raap                                                              | Trettondagsafton (Twelfth Night, or What You Will) William Shakespeare                                                                            | Michael Cocke       | Helsingborgs stadsteater |